# Патрісія Тарабіні
Патрісія Тарабіні (ісп. Patricia Tarabini) — аргентинська тенісистка, олімпійська медалістка, чемпіонка Ролан-Гарросу в міксті. 
Бронзову олімпійську медаль Тарабіні виборола на Афінській олімпіаді 2004 року в змаганні жіночих пар разом із Паолою Суарес.
Відкритий чемпіонат Франції 1996 Тарабіні виграла в міксті зі співвітчизником Хав'єром Франа.

## Значні фінали

### Олімпіади

#### Парний розряд: 1 бронзова медаль
| Результат | Рік  | Дисципліна    | Поверхня | Партнерка    | Супротивниці             | Рахунок  |
| --------- | ---- | ------------- | -------- | ------------ | ------------------------ | -------- |
| Бронза    | 2004 | Парний розряд | Хард     | Паола Суарес | Асагое Сінобу Суґіяма Ай | 6–3, 6–3 |

### Фінали турнірів Великого шолома

#### Мікст 1 (1–0)
| Результ  | №  | Дата          | Турнір                      | Поверхня | Партнер      | Супротивники              | Рахунок  |
| Перемога | 1. | 9 червня 1996 | French Open, Париж, Франція | Ґрунт    | Хав'єр Франа | Люк Дженсен Ніколь Арендт | 6–2, 6–2 |

## Фінали турнірів WTA

### Одиночний розряд: 3 (3 поразки)
| Легенда     | Легенда |
| ----------- | ------- |
| Tier I      | 0       |
| Tier II     | 0       |
| Tier III    | 0       |
| Tier IV & V | 0       |

| Результат | W/L | Дата     | Турнір             | Покриття | Опонент           | Рахунок       |
| --------- | --- | -------- | ------------------ | -------- | ----------------- | ------------- |
| Поразка   | 0–1 | Тра 1989 | Страсбург, Франція | Ґрунт    | Яна Новотна       | 1–6, 2–6      |
| Поразка   | 0–2 | Гру 1989 | Guarujá, Бразилія  | Тверде   | Федеріка Аумульєр | 6–7(7–9), 4–6 |
| Поразка   | 0–3 | 1990     | Paris, Франція     | Ґрунт    | Кончита Мартінес  | 5–7, 3–6      |

### Парний розряд: 31 (15 титулів, 16 поразок)
| Легенда     | Легенда |
| ----------- | ------- |
| Tier I      | 2       |
| Tier II     | 2       |
| Tier III    | 1       |
| Tier IV & V | 8       |

| Титули за покриттям | Титули за покриттям |
| ------------------- | ------------------- |
| Тверде              | 1                   |
| Ґрунт               | 13                  |
| Трава               | 0                   |
| Килим               | 1                   |

| Результат | Ранг | Дата     | Турнір                      | Покриття  | Партнер          | Опоненти                                   | Рахунок             |
| --------- | ---- | -------- | --------------------------- | --------- | ---------------- | ------------------------------------------ | ------------------- |
| Поразка   | 1.   | Лип 1987 | Swedish Open, Швеція        | Ґрунт     | Сандра Чеккіні   | Пенні Барг Тіна Шоєр-Ларсен                | 1–6, 2–6            |
| Перемога  | 2.   | 1989     | Arcachon, Франція           | Ґрунт     | Сандра Чеккіні   | Мерседес Пас Бренда Шульц-Маккарті         | 6–3, 7–6(7–5)       |
| Перемога  | 3.   | 1989     | Athens, Греція              | Ґрунт     | Сандра Чеккіні   | Елена Пампулова Зілке Маєр                 | 4–6, 6–4, 6–2       |
| Перемога  | 4.   | 1989     | Paris, Франція              | Ґрунт     | Сандра Чеккіні   | Наталі Ерреман Катрін Сюїр                 | 6–1, 6–1            |
| Перемога  | 5.   | Гру 1989 | Guarujá, Бразилія           | Тверде    | Мерседес Пас     | Клаудія Чабалгойті Лусіана Корсато-Овсянка | 6–2, 6–2            |
| Поразка   | 6.   | Кві 1990 | Barcelona, Іспанія          | Ґрунт     | Сабрина Голеш    | Мерседес Пас Аранча Санчес Вікаріо         | 7–6, 2–6, 1–6       |
| Перемога  | 7.   | 1990     | Estoril Open, Португалія    | Ґрунт     | Сандра Чеккіні   | Карін Баккум Ніколь Ягерман                | 1–6, 6–2, 6–3       |
| Поразка   | 8.   | Вер 1990 | Кіцбюель, Австрія           | Ґрунт     | Сандра Чеккіні   | Петра Лангрова Радка Зрубакова             | 0–6, 4–6            |
| Поразка   | 9.   | Лип 1991 | Kitzbühel, Австрія          | Ґрунт     | Сандра Чеккіні   | Беттіна Фулько Ніколь Ягерман              | 5–7, 4–6            |
| Перемога  | 10.  | Вер 1991 | Bayonne, Франція            | Килим (i) | Наталі Тозья     | Рейчел Макквіллан Катрін Танв'є            | 6–3, ret.           |
| Перемога  | 11.  | 1992     | Paris, Франція              | Ґрунт     | Сандра Чеккіні   | Рейчел Макквіллан Нелле ван Лоттум         | 7–5, 6–1            |
| Перемога  | 12.  | 1993     | Prague, Чехія               | Ґрунт     | Інес Горрочатегі | Лаура Голарса Кароліна Віс                 | 6–2, 6–1            |
| Перемога  | 13.  | Сер 1993 | San Marino                  | Ґрунт     | Сандра Чеккіні   | Флоренсія Лабат Барбара Ріттнер            | 6–3, 6–2            |
| Поразка   | 14.  | Жов 1993 | Будапешт, Угорщина          | Килим (i) | Сандра Чеккіні   | Інес Горрочатегі Кароліна Віс              | 1–6, 3–6            |
| Поразка   | 15.  | Тра 1994 | Страсбург, Франція          | Ґрунт     | Кароліна Віс     | Лорі Макніл Ренне Стаббс                   | 3–6, 6–3, 2–6       |
| Перемога  | 16.  | Лип 1994 | Gastein Ladies, Австрія     | Ґрунт     | Сандра Чеккіні   | Александра Фусаї Каріна Габшудова          | 7–5, 7–5            |
| Поразка   | 17.  | Тра 1995 | Гамбург, Німеччина          | Ґрунт     | Кончита Мартінес | Джиджі Фернандес Мартіна Хінгіс            | 2–6, 3–6            |
| Поразка   | 18.  | Тра 1995 | Рим, Італія                 | Ґрунт     | Кончіта Мартінес | Джиджі Фернандес Наташа Звєрєва            | 6–3, 6–7(3–7), 4–6  |
| Поразка   | 19.  | Тра 1997 | Rome, Італія                | Ґрунт     | Кончіта Мартінес | Ніколь Арендт Манон Боллеграф              | 2–6, 4–6            |
| Поразка   | 20.  | 1997     | Silicon Valley Classic, USA | Тверде    | Кончіта Мартінес | Ліндсі Девенпорт Мартіна Хінгіс            | 1–6, 3–6            |
| Перемога  | 21.  | 1998     | Гілтон-Гед, USA             | Ґрунт     | Кончіта Мартінес | Ліза Реймонд Ренне Стаббс                  | 3–6, 6–4, 6–4       |
| Перемога  | 22.  | 1999     | Амелія-Айланд, USA          | Ґрунт     | Кончіта Мартінес | Ліза Реймонд Ренне Стаббс                  | 7–5, 0–6, 6–4       |
| Поразка   | 23.  | Тра 1999 | Берлін, Німеччина           | Ґрунт     | Яна Новотна      | Александра Фусаї Наталі Тозья              | 3–6, 5–7            |
| Перемога  | 24.  | 1999     | Tokyo, Японія               | Тверде    | Кончіта Мартінес | Аманда Кетцер Єлена Докич                  | 6–7(5–7), 6–4, 6–2  |
| Поразка   | 25.  | 2000     | Hilton Head, USA            | Ґрунт     | Кончіта Мартінес | Вірхінія Руано Паскуаль Паола Суарес       | 5–7, 3–6            |
| Перемога  | 26.  | 2001     | Amelia Island, USA          | Ґрунт     | Кончіта Мартінес | Мартіна Навратілова Аранча Санчес Вікаріо  | 6–4, 6–2            |
| Поразка   | 27.  | Тра 2001 | Rome, Італія                | Ґрунт     | Паола Суарес     | Кара Блек Олена Лиховцева                  | 1–6, 1–6            |
| Перемога  | 28.  | Лип 2001 | Відень, Австрія             | Ґрунт     | Паола Суарес     | Ванесса Генке Ленка Немечкова              | 6–4, 6–2            |
| Поразка   | 29.  | 2001     | Bahia, Бразилія             | Тверде    | Ніколь Арендт    | Аманда Кетцер Лорі Макніл                  | 7–6(10–8), 2–6, 4–6 |
| Поразка   | 30.  | Тра 2002 | Rome, Італія                | Ґрунт     | Кончіта Мартінес | Вірхінія Руано Паскуаль Паола Суарес       | 3–6, 4–6            |
| Поразка   | 31.  | Тра 2004 | Warsaw Open, Польща         | Ґрунт     | Хісела Дулко     | Сільвія Фаріна-Елія Франческа Ск'явоне     | 6–3, 2–6, 1–6       |

## Зовнішні посилання
- Досьє на сайті Жіночої тенісної асоціації

## Виноски
1. ↑  Player Profile // WTA website

| Тенісист | Це незавершена стаття про тенісиста чи тенісистку. Ви можете допомогти проєкту, виправивши або дописавши її. |